# فرانچسکو فورته (بازیکن فوتبال، زاده ۱۹۹۳)
فرانچسکو فورته (انگلیسی: Francesco Forte؛ زادهٔ ۱ مهٔ ۱۹۹۳) بازیکن فوتبال اهل ایتالیا است.
از باشگاه‌هایی که در آن بازی کرده‌است می‌توان به باشگاه فوتبال اینتر میلان، باشگاه فوتبال پروجا، باشگاه فوتبال اسپتزیا، باشگاه فوتبال کرمونزه، و باشگاه فوتبال پیزا اشاره کرد.
وی همچنین در تیم‌های ملی فوتبال زیر ۲۰ سال ایتالیا و Italy Lega Pro representative teams بازی کرده‌است.